# Piseinotecus
Piseinotecus is een geslacht van weekdieren uit de klasse van de Gastropoda (slakken).

## Soorten
- Piseinotecus divae Er. Marcus, 1955
- Piseinotecus minipapilla Edmunds, 2015
- Piseinotecus soussi Tamsouri, Carmona, Moukrim & Cervera, 2014
- Piseinotecus sphaeriferus (Schmekel, 1965)

### Synoniemen
- Piseinotecus evelinae Schmekel, 1980 => Piseinotecus gabinierei (Vicente, 1975) => Paraflabellina gabinierei (Vicente, 1975)
- Piseinotecus gabinierei (Vicente, 1975) => Paraflabellina gabinierei (Vicente, 1975)
- Piseinotecus gaditanus Cervera, García-Gómez & García, 1987 => Calmella gaditana (Cervera, García-Gomez & García, 1987)